# Cumulative Illness Rating Scale
La Cumulative Illness Rating Scale (chiamata anche scala di comorbidità oppure indice di comorbità o più semplicemente abbreviata con la sigla CIRS) è uno strumento standardizzato utilizzato in ambito geriatrico per misurare nel modo più oggettivo possibile la salute dell'anziano. Lo strumento è di tipo clinico e richiede che il medico valuti e misuri la severità clinica e funzionale di 14 categorie di malattie.
Per ognuna di queste patologie deve essere definito un valore di gravità, basandosi sulla storia clinica, l'esame obiettivo e la sintomatologia dichiarata dal paziente.
La scala prevede un punteggio cumulativo, che può variare da 0 a 56. Secondo i suoi sviluppatori, il punteggio massimo non è compatibile con la vita del paziente.
Il punteggio CIRS, quando siano attentamente selezionate e considerate tutte le fonti di informazioni mediche, si è rivelato una misura precisa e valida dello stato di salute e delle malattie fisiche dell'anziano ed ha una vasta applicabilità anche nel campo della ricerca geriatrica.

## Storia
La scala fu introdotta da Linn nel 1968 e successivamente modificata da Miller per adattarla all'ambito geriatrico (chiamata in questo caso CIRS-G).

## Item e punteggi
| Item                                                                                         | A | B | C | D | E |  |
| -------------------------------------------------------------------------------------------- | - | - | - | - | - |  |
| Patologie cardiache (solo cuore)                                                             | 1 | 2 | 3 | 4 | 5 |  |
| Ipertensione (grado di severità)                                                             | 1 | 2 | 3 | 4 | 5 |  |
| Patologie vascolari (sangue, vasi, midollo, milza, stazioni linfatiche)                      | 1 | 2 | 3 | 4 | 5 |  |
| Patologie respiratorie (polmoni, bronchi, trachea)                                           | 1 | 2 | 3 | 4 | 5 |  |
| Patologie di occhio, orecchio, naso, gola, laringe                                           | 1 | 2 | 3 | 4 | 5 |  |
| Patologie gastro-intestinali superiori (esofago, stomaco, duodeno, albero biliare, pancreas) | 1 | 2 | 3 | 4 | 5 |  |
| Patologie gastro-intestinali inferiori (intestino, ernie)                                    | 1 | 2 | 3 | 4 | 5 |  |
| Patologie del fegato                                                                         | 1 | 2 | 3 | 4 | 5 |  |
| Patologie del rene                                                                           | 1 | 2 | 3 | 4 | 5 |  |
| Patologie genito-urinarie (ureteri, vescica, uretra, prostata, genitali)                     | 1 | 2 | 3 | 4 | 5 |  |
| Patologie dei muscoli, scheletro e tegumenti                                                 | 1 | 2 | 3 | 4 | 5 |  |
| Patologie del sistema nervoso periferico e centrale (non la demenza)                         | 1 | 2 | 3 | 4 | 5 |  |
| Patologie endocrine-metaboliche (diabete, infezioni, sepsi, stati tossici)                   | 1 | 2 | 3 | 4 | 5 |  |
| Patologie psichiatriche-comportamentali (demenza, depressione, ansia, agitazione, psicosi)   | 1 | 2 | 3 | 4 | 5 |  |

1: assente;  2: lieve;  3: moderato;  4: grave;  5: molto grave

## Livello di gravità
- Assente: indica che non è possibile riscontrare alcuna alterazione d'organo o sistema.
- Lieve: l'attività del paziente non risulta compromessa dall'alterazione d'organo o sistema. Può anche non essere richiesto alcun tipo di trattamento. La prognosi del paziente è comunque buona.
- Moderata: la normale attività del paziente è compromessa dalle alterazioni d'organo o sistema. In questi soggetti è necessario iniziare un adeguato trattamento. La prognosi della patologia è generalmente buona.
- Grave: la compromissione d'organo o sistema determina importante disabilità. Il trattamento deve essere intrapreso il prima possibile e se ne deve verificare l'efficacia, ottimizzandolo qualora si renda necessario. La prognosi non è buona.
- Estremamente grave: la sopravvivenza è messa a repentaglio dall'alterazione dell'organo o sistema. Il trattamento è urgente ed indilazionabile. La prognosi è estremamente grave, talvolta infausta.